# Al-Khidr

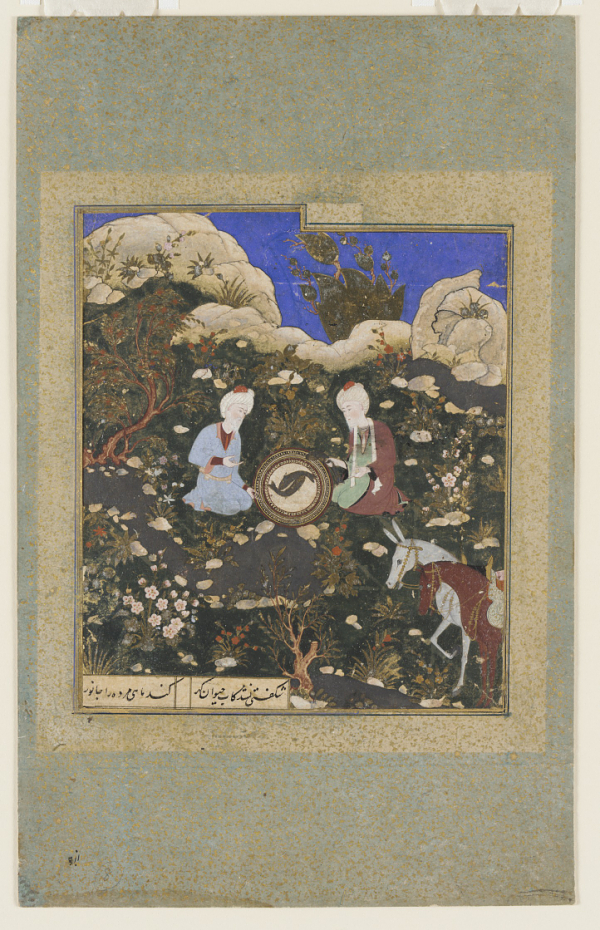
Alejandro Magno y Al-Khidr con un pez que vuelve a la vida tras probar el agua de la eterna juventud.

Al-Khidr, o El Verde, (الخضر en árabe, y cuyo nombre ha sido transcrito como Al-Hadir, Khader/Khadr, Khidr, Khizr, Khizir, Khyzer, Qeezr, Qhezr, Qhizyer, Qhezar, Khizar, Xızır, Hızır) es un personaje legendario islámico de la mística sufi del cual existen algunas referencias en el Corán, aunque nunca se le llama por su nombre. Es descrito como un siervo justo de Dios, lleno de sabiduría o conocimiento místico. En varias tradiciones islámicas y no islámicas, Khidr se describe como un mensajero, profeta, valí, esclavo o ángel, que protege el mar, enseña conocimientos secretos y ayuda a los que están en peligro. Como ángel de la guarda, figura de manera prominente como patrón del santo islámico Ibn Arabi.
La leyenda de Al-Khidr se ha formado a partir de relatos cristianos y judíos, que a su vez se remontan a antiguas leyendas cananeas. La figura de al-Khidr se ha sincretizado a lo largo del tiempo con varias otras figuras que incluyen, entre otras, Dūraoša y Sorūsh en Irán, san Sargis el guerrero, y San Jorge en Asia Menor y el Levante, Samael (el fiscal divino) en el judaísmo, Juan el Bautista en Armenia y Jhulelal en Sindh y Punjab en el sur de Asia. Aunque no se menciona por su nombre en el Corán, los eruditos islámicos lo nombran como la figura descrita en el Corán 18: 65-82 como un siervo de Dios a quien se le ha dado "conocimiento" y que es acompañado e interrogado por el profeta Musa (Moisés) sobre las muchas acciones aparentemente injustas o inapropiadas que él (Al-Khidr) toma (hundir un barco, matar a un joven, pagar la falta de hospitalidad reparando una pared). Al final de la historia, Khidr explica las circunstancias desconocidas para Moisés que hicieron que cada una de las acciones fuera justa y/o apropiada.
En la tradición islámica, su nombre se asocia a una leyenda según la cual Al-Khidr se detuvo a descansar en una tierra desértica, y la misma se volvió exuberante y llena de vegetación. Otras interpretaciones refieren al verde como símbolo del conocimiento auténtico y la vida eterna.

## La leyenda
Según la tradición, Al-Khidr es el mítico sabio "servidor de servidores" que se reunió con Moisés (Musa en los relatos musulmanes), en un sitio también discutido y ambiguo, mencionado como aquel "donde se juntan los mares", iniciándolo en su camino sagrado.
Se cuenta que cierta vez un peregrino le preguntó al profeta Musa "¿Quién es el hombre más letrado entre la gente?", a lo cual Musa respondió: "Yo soy el más letrado". Inmediatamente Alláh amonestó a Musa ya que no le había atribuido el conocimiento absoluto, al tiempo que le reveló: "En la unión de los dos mares hay un servidor de entre mis servidores quien es más letrado que tú".
Musa dijo: "¡Oh mi Señor! ¿Cómo puedo llegar a él?". Alláh le respondió: "Toma un pescado antes de partir, y lo encontrarás en el lugar en donde pierdas el pescado". Musa partió de viaje atravesando los desiertos junto a su criado Yusha bin Nun, quien llevó un pescado en una cesta hasta que encontraron una roca junto al mar, donde descansaron y durmieron. El pescado salió de la cesta y buscó su camino hacia el mar. Al día siguiente continuaron viaje hasta que Musa ordenó a su criado traer la comida. En tal situación el criado encontró que el pescado ya no estaba en la cesta y le dijo a Musa que seguramente lo perdieron en aquella roca donde habían descansado. Musa notó que era la señal buscada, y entonces regresaron sobre sus pasos, hasta encontrarse con la roca. Ahí vieron a un hombre cubierto con un atuendo. Musa lo saludó. Al-Khidr contestó diciendo: "¿Cómo se saluda la gente en tu tierra?" Musa dijo: "Yo soy Musa", y le pidió permiso para seguirlo y así aprender sobre su mayor sabiduría recibida de Alláh.
Al-Khidr le respondió: "¡Ciertamente! pero no serás capaz de tenerme paciencia, Oh Musa! Yo tengo algún conocimiento que Alláh me ha enseñado y el cual tú no conoces, mientras que tu tienes algún conocimiento que Alláh te ha enseñado y que yo no conozco".
Musa dijo: "Si Alláh quiere, seré paciente y no te desobedeceré en nada". Entonces ambos salieron caminando a lo largo de la playa, ya que no tenían un barco. Mientras tanto pasó un barco cerca de ellos y le pidieron a la tripulación si los podían llevar a bordo. Los barqueros reconocieron a Al-Khidr y los llevaron a bordo sin temor. Entonces un gorrión y se paró en el borde del barco y metió una o dos veces su pico en el mar. Al-Khidr dijo: "Musa, mi conocimiento y tu conocimiento es como la cantidad de agua tomada por este gorrión desde el mar del conocimiento de Alláh". Acto seguido Al-Khidr tomó fuertemente uno de los tablones del barco y lo arrancó. Musa contrariado le dijo: "Esta gente nos ha ayudado y tu has roto su barco". Al-Khidr contestó: "¿No te había dicho que no tendrías paciencia conmigo?". Musa aceptó el error y dijo que lamentaba su olvido.
Siguieron más adelante y se encontraron con unos niños jugando. Al-Khidr tomó la cabeza de uno de ellos desde arriba y la arrancó con sus manos, matándolo en el acto. Musa muy exasperado le dijo: "¡Has matado a una criatura inocente quien no había hecho daño a nadie!". Al-Khidr contestó: "¿Has visto que no puedes tener paciencia conmigo? La próxima vez que me cuestiones deberemos separarnos".
Entonces ambos prosiguieron su marcha hasta llegar con la gente de un pueblo, les preguntaron por comida, pero todos rehusaron ayudarlos y fueron muy hostiles con los peregrinos. Allí encontraron una pared a punto de derrumbarse. Al-Khidr la reparó con sus propias manos, y Musa le dijo: "Si lo hubieras deseado, seguramente nos hubieran pagado por eso y podríamos haber comido algo". Al-Khidr contestó: "Esta es la separación entre tú y yo".
El Profeta Musa concluyó: "¡Quiera Alláh ser misericordioso con Musa! Pudiera ser que fuera más paciente para aprender más acerca de tu historia".
Pero ya era tarde. Khidr explicó a Musa que en adelante debía seguir solo el camino sin poder acompañarle, pues no había entendido la sabiduría oculta de sus actos: "Oh, Musa, lo que hacemos es lo que Alláh nos dice que hagamos. Primero arruiné el barco porque hay un rey tirano que les roba las barcas a los pobres en esa región. Ese tirano va a morir mañana, y ellos pueden reparar su barca y utilizarla nuevamente. Maté al niño porque Alláh no quería que ese niño causara que sus padres que creen en ti se desesperaran y abandonaran tu religión. Alláh les dará mejores hijos que él. Por último, reparé aquella pared gratuitamente en ese pueblo de malvados pues pertenecía a dos huérfanos, que tenían un padre que en su vida fue muy generoso con los pobres. Cuando murió dejó un tesoro enterrado bajo la pared para sus dos huérfanos, si esa pared llegase a caer la gente vería el tesoro y lo tomarían. La reconstruí para que esos dos niños recibiesen el tesoro cuando alcancen la madurez, siendo una misericordia de tu señor. Este es el significado de los actos a los que no pudiste tener paciencia".
La situación que narra la leyenda, en la cual Moisés, con todo el honor depositado en él por Dios, se encontró de repente como un ignorante ante Khidr, es base y fundamento de múltiples y diversas interpretaciones, tanto teológicas como intelectuales, y tanto desde la mística musulmana como de la cristiana.
Por su parte, algunas teorías sociológicas de la actualidad, remiten asimismo a la leyenda de Al-Khidr y Moisés para explicar en parte las raíces profundas del fundamentalismo islámico, tomándola como ejemplo en el sentido que, cualquier terrible acto, por doloroso y escabroso que resulte, queda justificado dentro de la creencia básica de que "así lo quiso Alá", y por lo tanto no se discute. También algunas sectas como Life Quality Project, remiten a esta leyenda para enfatizar la importancia de la sumisión al líder.

## La tradición palestina
Según la tradición palestina Al-Jídr es Mar Djíries, o sea, San Jorge. Cerca de Belén, hacia el sur, camino a Hebrón, hay un pueblo llamado Al-Jádr (variante local de "Al Jídr", "El Verde"), en el que hay un Monasterio cristiano ortodoxo, el Monasterio de Mar Djíries Al-Jádr ("San Jorge El Verde"), considerado lugar sagrado tanto por cristianos como por musulmanes.

## Teorías
En torno a la mítica figura de Al-Khidr han surgido diversas disputas intelectuales y religiosas sobre la realidad de su existencia, y asimismo en este supuesto, sobre su verdadera identidad. Algunas interpretaciones del Corán afirman que se trata de un santo, o una especie de ángel que guía a quienes están destinados a conocer a Dios. Otras versiones afirman que fue un profeta que vivió en la época preislámica. Se afirma también que Khidr fue el único ser terrenal a quien Alláh (Dios) consideró como "su amigo", que recibió el acceso al "Conocimiento" en línea directa desde el propio Alláh, preservando la llamada "Cadena de Oro de la Sabiduría" hasta que el próximo eslabón Abdul Khaliq pudo asumir su destino.
Khidr asimismo es relacionado con el mito del "Agua de la Vida" o Fuente de la juventud, y según tal creencia pudo beber el agua de la inmortalidad y encontrar la fuente de la vida eterna. De esa manera, en la tradición mística musulmana Khidr está vivo y continúa guiando a quienes se encuentran en la auténtica búsqueda de Dios. En tal sentido, a lo largo del tiempo diversos referentes musulmanes se han atribuido ser depositarios de la sabiduría viva de Al-Khidr, y transmisores de la "Cadena de Oro" del conocimiento directo desde Dios.